# Almamy Sylla
Pour les articles homonymes, voir Sylla (homonymie).
Almamy Sylla est un homme politique malien né le 10 septembre 1926 à Bamako et mort le 5 juillet 2007 dans la même ville.

## Biographie
Engagé dans la marine française entre 1945 et 1947 et passe son baccalauréat au lycée El Hadji Malick Sy de Dakar. Il poursuit ensuite ses études à l'université de Paris Sorbonne et obtient un diplôme en agro-économie. Il poursuit ensuite à l'université de Dakar pour passer un diplôme en administration publique et en relations internationales.

## Carrière professionnelle
Il dirige entre 1953 et 1959, l'École fédérale d'économie rurale de l'Afrique occidentale française à Sikasso. Il est en même temps sous-directeur puis directeur général de la Société mutuelle de développement rural à Sikasso.
Entre 1960 et 1963, Almamy Sylla est conseiller économique du premier président du Mali indépendant Modibo Keïta, et directeur général des relations économiques et de la coopération internationale au ministère des Affaires étrangères.
Entre 1963 et 1967, il est assistant spécial du secrétaire exécutif puis secrétaire de la Commission économique des Nations unies pour l'Afrique, en poste à Addis-Abeba (Éthiopie). Il est nommé ensuite secrétaire du conseil de l'Organisation des Nations unies pour le développement industriel (ONUDI) et assure en tant que secrétaire général la préparation et l’organisation de la première conférence mondiale pour le développement industriel à Lima (Pérou) .
De juin 1978 jusqu’en 1984, il s’occupe du département des affaires générales et de l'information de la FAO à Rome (Italie) .

### Engagement politique
En 1991, il prend la présidence du Rassemblement pour la démocratie et le progrès (RDP) .
Candidat à l’élection présidentielle de 1992, il obtient 9,44 % des voix. 
En 1997, il prend la tête du Collectif des partis politiques de l'opposition (COPPO) qui dénonce les élections bâclées et boycottent l’élection présidentielle.
En 2002, il est à nouveau candidat à l'élection présidentielle et arrive en 20e position (sur 24 candidats) en obtenant 0,57 % des voix.
Toujours président du Rassemblement pour la démocratie et le progrès (RDP), il a annoncé son retrait de la vie politique en février 2006.